# Repräsentantenhaus von Washington

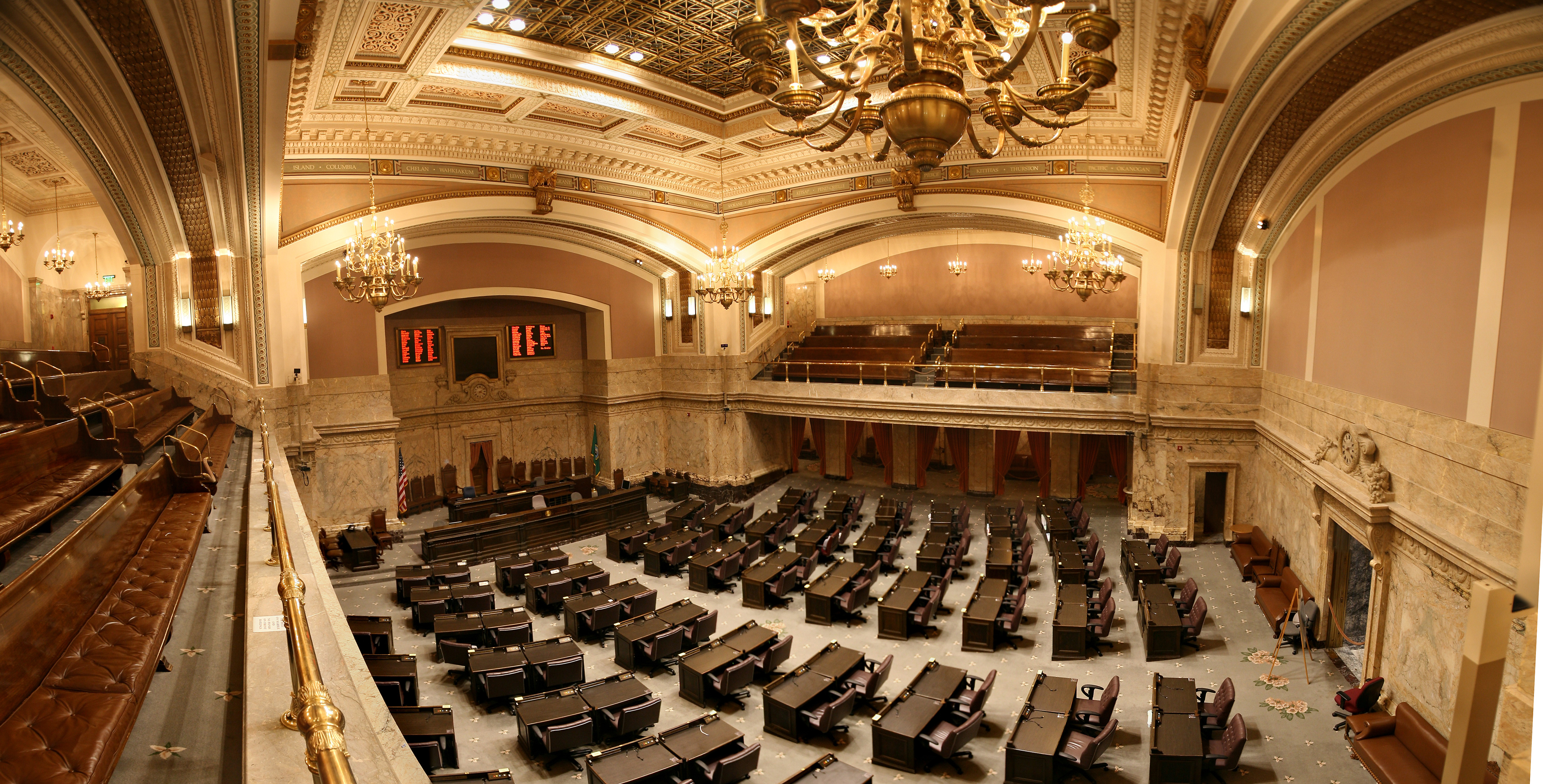
Das Repräsentantenhaus von Washington im State Capitol

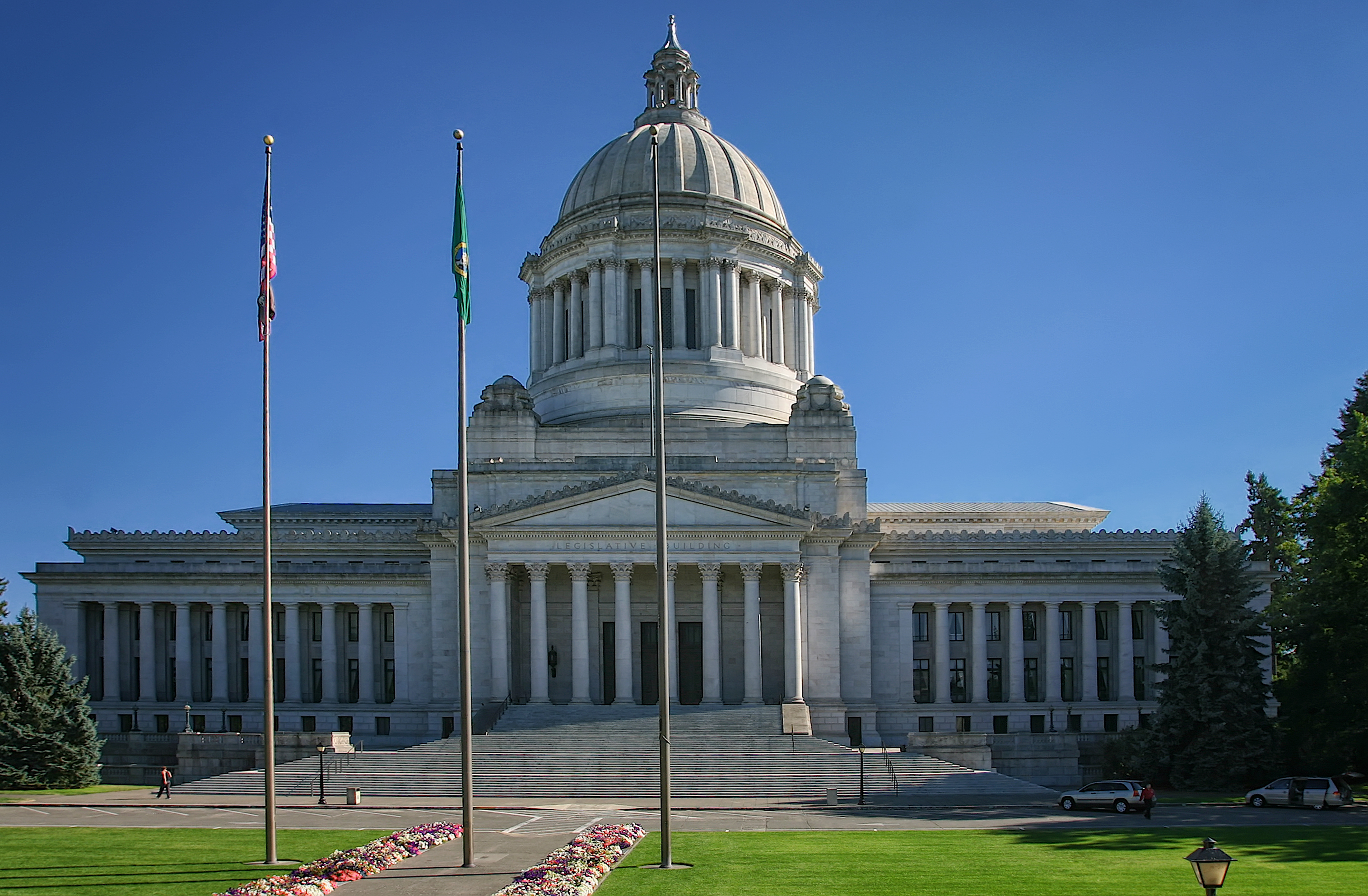
Das Washington State Capitol

Das Repräsentantenhaus von Washington (Washington House of Representatives) ist das Unterhaus der Washington State Legislature, der Legislative des US-Bundesstaates Washington.
Die Parlamentskammer setzt sich aus 98 Abgeordneten zusammen, wobei jeweils zwei Abgeordnete einen Wahldistrikt repräsentieren. Die Abgeordneten werden jeweils für zweijährige Amtszeiten gewählt; eine Beschränkung der Amtszeiten existiert nicht. Der Sitzungssaal des Repräsentantenhauses befindet sich gemeinsam mit dem Staatssenat im Washington State Capitol in Olympia.

## Struktur der Kammer
Vorsitzender des Repräsentantenhauses ist der Speaker of the House. Er wird zunächst von der Mehrheitsfraktion der Kammer gewählt, ehe die Bestätigung durch das gesamte Parlament folgt. Der Speaker ist auch für den Ablauf der Gesetzgebung verantwortlich und überwacht die Abstellungen in die verschiedenen Ausschüsse. Derzeitiger Speaker ist Laurie Jinkins, Abgeordnete der Demokraten aus dem 27. Wahlbezirk (Tacoma).
Weitere wichtige Amtsinhaber sind der Mehrheitsführer (Majority leader) und der Oppositionsführer (Minority leader), die von den jeweiligen Fraktionen gewählt werden. Der demokratische Mehrheitsfraktion wird momentan von Joe Fitzgibbon aus dem 34. Wahlbezirk (King County) angeführt, Minority leader der Republikaner ist Drew Stokesbary aus dem 31. Wahlbezirk (King County und Pierce County).

## Zusammensetzung nach der Wahl im Jahr 2022
| Partei | Partei                 | Abgeordnete |
| ------ | ---------------------- | ----------- |
|        | Demokratische Partei   | 58          |
|        | Republikanische Partei | 40          |
| Summe  | Summe                  | 98          |